# Cúria romana
|  | Aquest article tracta sobre l'òrgan de govern del Regne i la República Romana. Si cerqueu l'òrgan de decisió de l'església catòlica, vegeu «Cúria Pontifícia». |

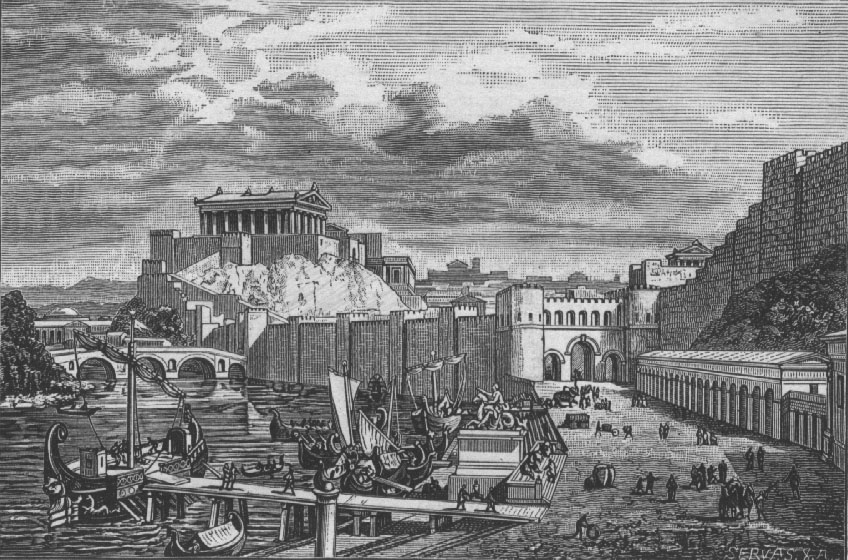
Representació idealitzada de la ciutat de Roma durant els temps de la república (gravat de Friedrich Polack, 1896)

Cúria era l'edifici on es reunia el més alt òrgan de l'estat a les ciutats llatines i gregues. Generalment era adjacent al fòrum o àgora, era quadrangular, quadrat o rectangular. A Roma la cúria era la seu del senat. Les cúries o edificis polítics principals de Roma eren tres, la Cúria Hostília, la Júlia i la Pompeiana.
El poble romà es dividia també en cúries. Les tres tribus originals de Ramnes, Títies i Luceres es van dividir en deu cúries cadascuna el que va donar un total de trenta cúries. Els curials eren tots patricis i els comicis de cúria aviat van esdevenir importants als primers temps de la república fins que la divisió per centúries els va relegar.
El lloc de culte de cada cúria es deia també Cúria i primer era només un altar, després un sacellum i finalment un edifici on es discutia de política, diners o religió.
El sacerdot o cap encarregat era el Curió assistit per un flamen curialis. Les trenta cúries portaven noms diferents que derivarien en part de les dones sabines portades a Roma (entre els noms coneguts hi ha les cúries Títia, Fàucia, Calabra, Foriensis, Rapta, Veliensis, i Tifata). Els edificis també rebien noms com cúria Hostília, cúria Júlia, cúria Marcelli, cúria Pompeii, cúria Octaviae, etc. Un curial (o decurió) era un membre d'una cúria, és a dir del consell municipal d'una ciutat, a l'antiga Roma. Cúria derivava de co viria (reunió d'homes).
Com que el senat es reunia sempre en una cúria, fora de la capital no es deia "el senat de Roma" sinó "la Cúria de Roma".

## Gens i cúries
A Roma la divisió de la població es feia des de les gens, de tal manera que 10 gens constituïen una Cúria romana i 10 cúries constituïen la Civitas.
El sistema decimal està present en altres aspectes de la societat romana. Cada gens contribuïa amb deu soldats d'infanteria (miles), de cavalleria (eques) i un senador.
En les ciutats sotmeses per Roma s'establia un Consell de Cent Ancians (Centumviri), cadascun dels quals era el cap de deu cases (deu cases = una gens), d'on sorgeix la denominació de decurions.
El sistema decimal doncs regeix a la societat romana, encara que, si bé al principi van haver de respondre a una realitat, amb el temps van derivar en una mera divisió teòrica: aviat va ser inexacte parlar de Cúries amb deu gens en introduir-se noves famílies, que augmentaven el nombre de gens de les cúries existents i més tard el nombre de cúries. Tampoc corresponia a cada decurió el comandament sobre deu cases. En canvi l'aportació a l'exèrcit es manté bàsicament. Així doncs, en passar els anys, els números primitius deixen de correspondre's amb la realitat però es manté la tradició i així les gens i famílies són augmentades o dividides per "decret", però la realitat s'imposa i la divisió deixa de ser geomètrica i inflexible.
Així, quan el nombre de senadors quedà fixat en tres-cents, no vol dir que existissin tres-centes gens, sinó que entre totes les existents (el nombre podia ser major o menor) es designaven tres-cents senadors. Les Cúries deixen de ser deu per passar a un nombre indeterminat (després 30), i el conjunt forma la ciutat. També els tres mil infants i tres-cents cavallers que formaven l'exèrcit sortien del conjunt, i no considerant cada gens (així uns aportaven més i altres menys). La mateixa situació es reprodueix en les ciutats sotmeses a Roma.
Les cúries (deu gens) van constituir molt aviat la base de la ciutat. Les Cúries es reunien en una Assemblea adreçada pel Curi, i en presència d'un sacerdot (Flamen Curialis). El reclutament i els impostos es va fer des de molt aviat sobre la base de les cúries.
Els membres de les cúries eren els ciutadans que votaven, i a les votacions se les anomenava comicis curiats, celebrant-se les votacions per separat en cada cúria. Normalment se celebraven comicis el 24 de març i 24 de maig de cada any.